# 1886 en Lorraine
Chronologie de la Lorraine
- 1882
- 1883
- 1884
- 1885
- 1886
- 1887
- 1888
- 1889
- 1890

Cette page est une liste d'événements qui se sont produits durant l'année 1886 en Lorraine.

## Événements

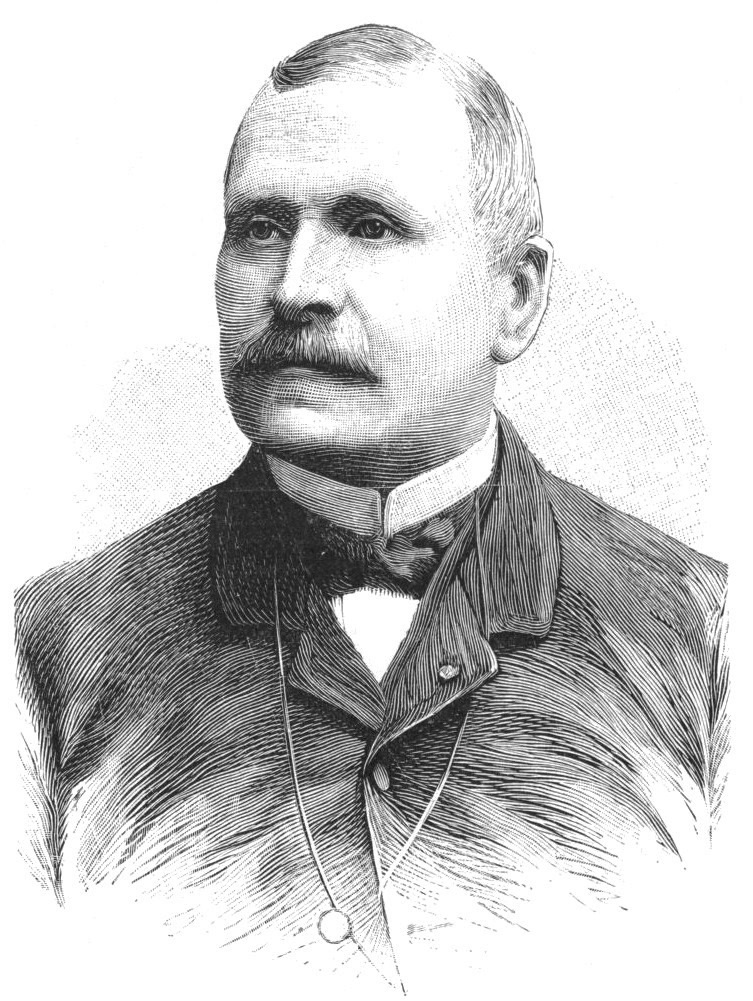
Ernest Boulanger

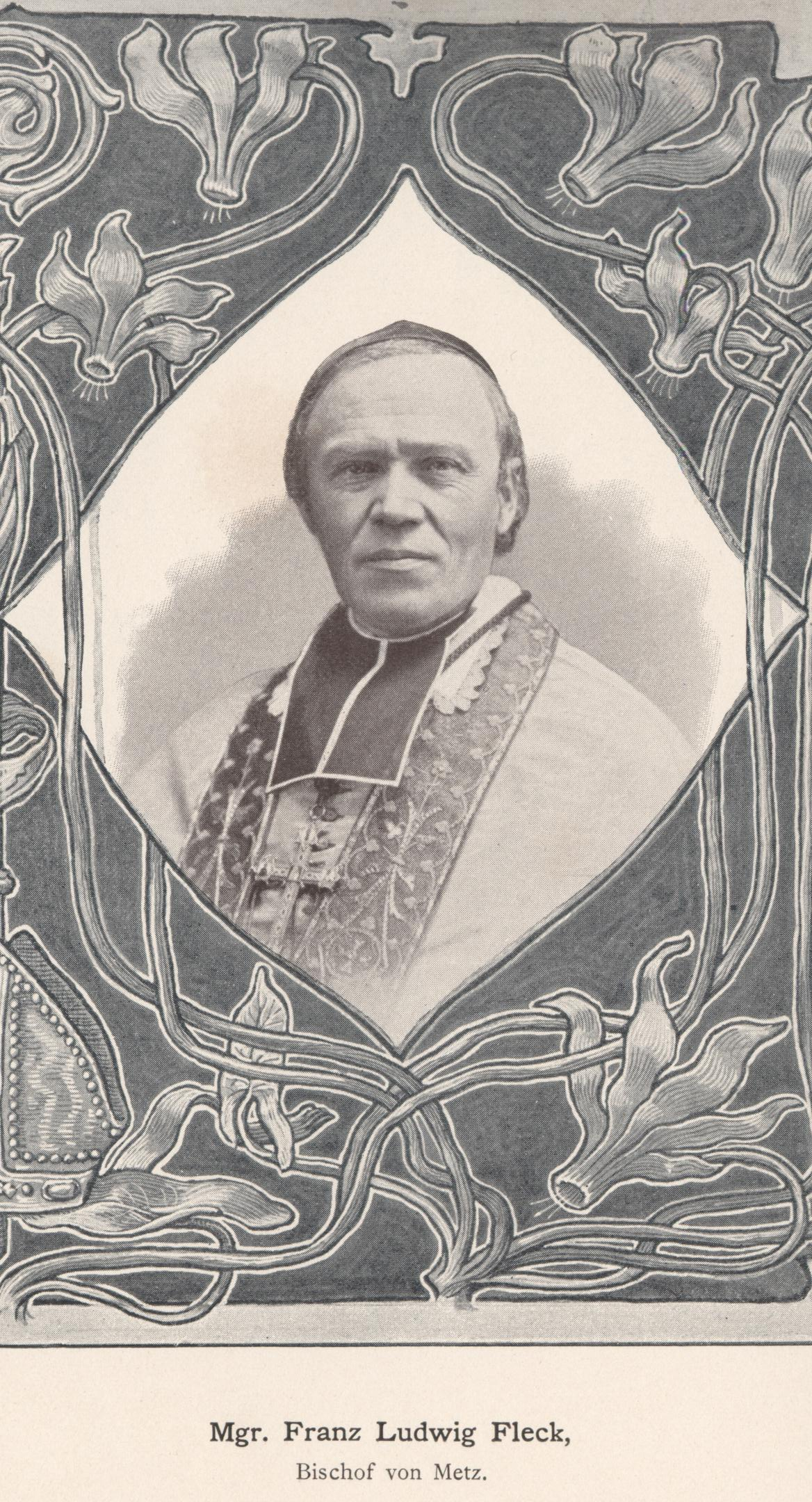
François-Louis Fleck.

- Création d'un comité pour la création d'un temple protestant à Montigny-les-Metz. Le projet est confié à l'architecte Ph. Reb[1]
- XVe Congrès de l'Association française pour l'avancement des sciences, 12-19 août, Nancy.
- François Volland est élu sénateur de Meurthe-et-Moselle siégeant à gauche jusqu'en 1900.
- Ernest Boulanger est élu sénateur de la Meuse.
- François-Louis Fleck devient évêque de Metz.

## Inscriptions ou classements aux titre des monuments historiques
- En Meurthe-et-Moselle : Porte de la Craffe à Nancy[2]; Hôtel de ville de Nancy[3]; Place Stanislas à Nancy[4]
- En Meuse : Hôtel de ville de Verdun[5]
- En Moselle : Abbaye de Gorze[6]

## Naissances

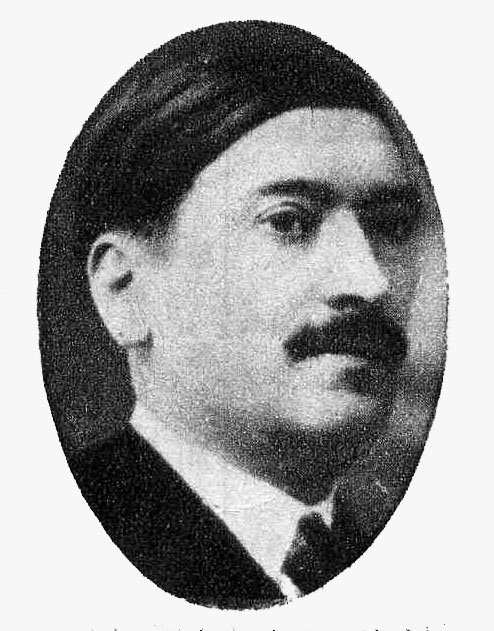
Désiré Ferry

- 10 février à Sarreguemines : Eberhard Hanfstaengl (décédé en 1973), historien de l'Art allemand[7]. Il est l'auteur de plusieurs ouvrages sur les collections de la Neue Pinakothek de Munich.
- 7 mars à Nancy : Jacques Majorelle, mort le 14 octobre 1962 à Paris, est un peintre orientaliste français.
- 23 mars à Dieuze : Lucien Rouzet, physicien et inventeur français, créateur notamment d'un système de TSF en 1912.
- 16 avril, à Toul : Léonce Bernheim, mort le 20 décembre 1944 à Auschwitz[8], en déportation, est un ingénieur des arts et manufactures et avocat français.
- 26 mai à Saint-Dié-des-Vosges : Victor-Charles Antoine, mort à Colmar le 11 novembre 1959, sculpteur et graveur français.
- 16 juin à Remiremont : Fernand Alphonse Bachmann, mort le 22 mai 1965 à Brienon-sur-Armançon (Yonne)[9], pilote automobile français[10] ayant participé aux deux premières éditions des 24 Heures du Mans en 1923 et 1924.
- 11 septembre à Metz : Otto Schumann (décédé en 1952), général allemand de la Seconde Guerre mondiale. SS-Gruppenführer et Generalleutnant der Polizei, il fut Höherer der SS und Polizeiführer à Stettin, La Haye, Münster et Vienne entre 1940 et 1945.
- 26 octobre à Metz : Désiré Ferry[11] (décédé en 1940), homme politique français. Il fut ministre de la IIIe République, en 1924 et 1930.
- 3 novembre à Metz : Kurt von Falkowski[12] (décédé en 1953) est un général de la Luftwaffe de la Seconde Guerre mondiale. Il commanda notamment la Luftwaffen-Bau-Brigade I en 1942.
- 26 novembre à Metz : Bodo Zimmermann (décédé en 1963), général allemand de la Seconde Guerre mondiale. Officier-d'état-major, il a été notamment Generalstabsoffizier au quartier général du Groupe d'armées D en octobre 1940[13]. Après 1948, Zimmermann rédigea plusieurs études sur la défense de l'europe de l'Ouest[note 1].
- 28 novembre à Nancy : Gaston Rogé (décédé à Nancy le 22 septembre 1963), dirigeant de la principale association d'anciens combattants de l'entre-deux-guerres en Meurthe-et-Moselle et un homme politique français de la IIIe République.
- 17 décembre à Metz : Hans Carls[14] (décédé en 1952) est un prêtre catholique allemand. Interné à Dachau, il fut l'un des premiers à décrire son expérience concentrationnaire.

## Décès

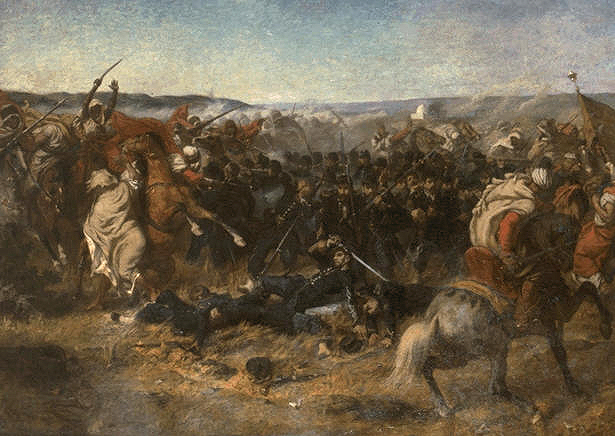
La bataille de Sidi Brahim par Louis-Théodore Devilly

- 9 mars à Épinal : Eugène Jeanmaire, homme politique français né le 17 juillet 1808 à Épinal (Vosges).
- 20 mars à Sorbey (Meuse) : Gaspard Launois, homme politique français né le 7 janvier 1806 à Bar-le-Duc (Meuse).
- 29 mars, Nancy : Étienne Ancelon, homme politique français né le 19 mai 1806 à Nancy (Meurthe-et-Moselle).
- 15 juin à Nancy : Charles Joseph Félicien Pariset, né le 22 mai 1807 à Brémoncourt près de Bayon, successivement notaire, employé supérieur de ministère et receveur des finances français. Il est mieux connu aujourd'hui, parfois sous le nom familier de Félicien Pariset, en tant qu'auteur d'études et rédacteur de monographies en histoire sociale et régionale.
- 5 juillet à Nancy : Prosper Morey, architecte français né le 27 décembre 1805 à Nancy.
- 28 juillet (ou le 28 janvier) à Nancy : Albert-Ernest-Edmond Berlet, né le 18 octobre 1837 à Nancy, homme politique français républicain, successivement député et sénateur représentant Nancy durant la Troisième République, sous-secrétaire d’État aux colonies.
- 18 août à Metz : Paul Georges Marie Dupont des Loges, né à Rennes le 11 novembre 1804[15], ecclésiastique et homme politique d'origine Française qui fut évêque de Metz et député au Reichstag au XIXe siècle.
- 28 août à Toul : Camille Louis Husson, né le 7 mars 1843  à Toul (Meurthe-et-Moselle) à l'âge de 43 ans, est un pharmacien toulois et un érudit local du XIXe siècle.
- 19 novembre à Rettel : Mathias Schiff, né le 15 janvier 1862 à Rettel, sculpteur français.
- 24 décembre à Nancy : Louis-Théodore Devilly (né à Metz le 28 octobre 1818), peintre français du XIXe siècle. Membre de l'École de Metz, il s'installe à Nancy en 1871, après l'annexion. Il est l'auteur de tableaux d'inspiration romantique, aux sujets parfois orientalistes.